# Garrano
Garrano är mycket gammal hästras av ponnytyp med hemvist i Portugals två nordligaste landskap Minho och Trás-os-Montes e Alto Douro. På grund av uppblandning med arabiskt blod har den nutida garranoponnyn inte många likheter med den ursprungliga rasen annat än att den är stark och härdig. Garranon är nära släkt med Sorraian och är stamfader till den mexikanska Galiceñon och är en stark och häpnadsväckande snabb ponny. 

## Historia
Garranoponnyn har dokumenterats i Portugal sedan antiken men är troligtvis mycket äldre än så. Den kom ursprungligen från samma hjordar som en annan portugisisk hästras, Sorraian, men utvecklades olika på grund av de olika miljöerna. Troligen härstammar de båda raserna från den asiatiska vildhästen Przewalski och den numera utdöda tarpanen. I området Garranos dos Minhos har man hittat grottmålningar som föreställer ponnyer som liknar Garranoponnyerna, vilket bevisar att de är en uråldrig ras. 
Under slutet av 1500-talet skeppades många Garranoponnyer över till Amerika av conquistadorerna tillsammans med de spanska hästarna som skulle utveckla nästan alla raser i Nord- och Sydamerika. Under slutet av 1900-talet korsades ponnyerna ofta med arabiska fullblod i flera försök att förädla dem, under order från jordbruksministeriet i Portugal. Ponnyerna har förändrats kraftigt sedan dess och har förlorat mycket av sitt primitiva utseende.  

## Egenskaper

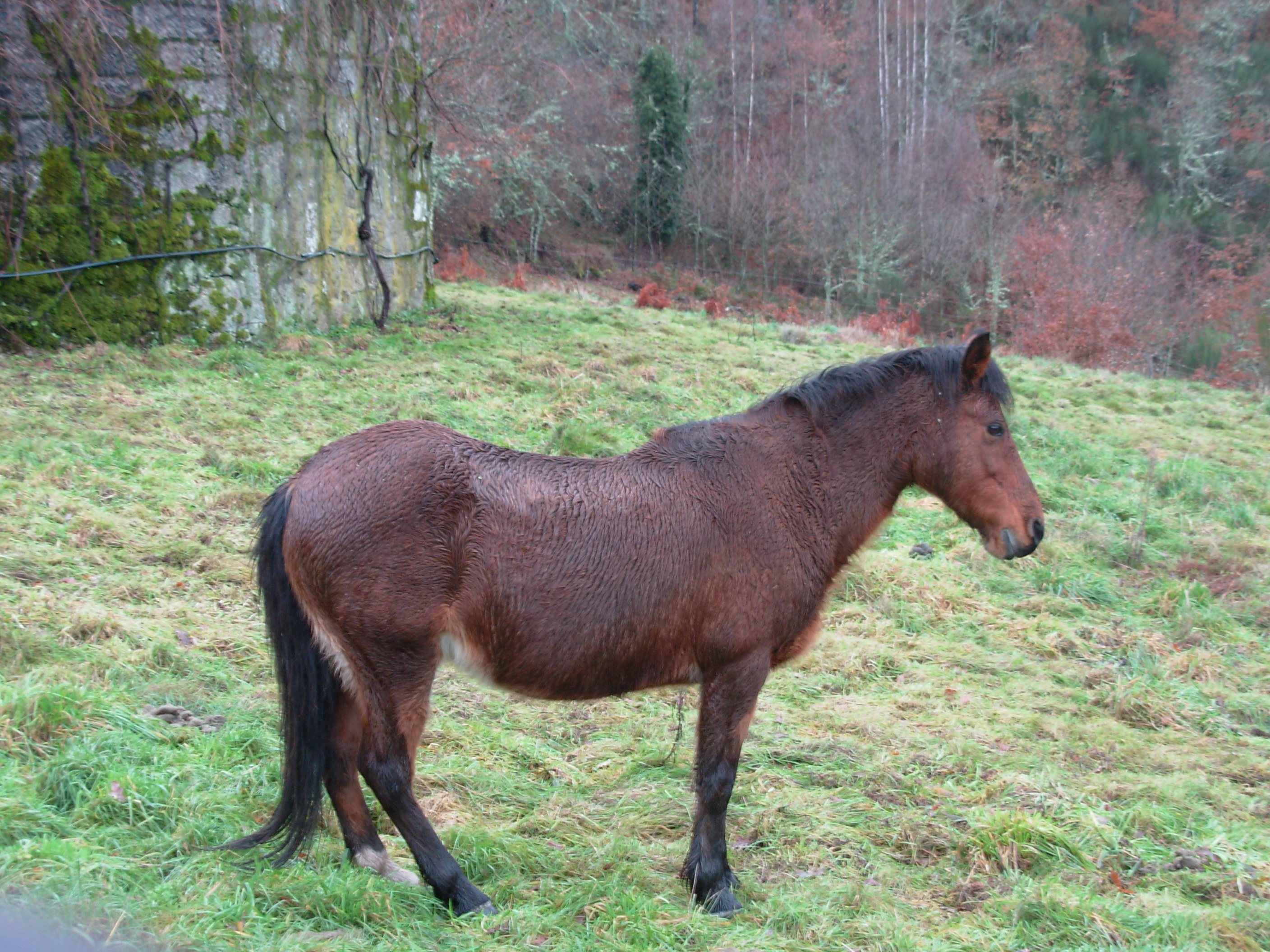
Garrano (Gerês).

Garranoponnyn är en ganska vacker ponny som tack vare det arabiska inflytandet har fått mer ädla drag med inåtbuktande nosprofil, även om huvudet ibland kan vara något stort och tungt. Öronen är små, men ögonen är stora och livfulla. Ponnyn har korta men riktigt starka ben och väldigt hårda hovar. 
Garranoponnyn har ärvt sin primitiva styrka och är naturligt sund och stark. Förr användes hästen som packdjur och ibland även för lättare jordbruk. Garranon används än idag för lättare jordbruk men även som ridponnyer för barn. Hjordar med halvvilda Garranoponnyer lever fortfarande i Minhoområdet. 